# Cellstraff i Sverige

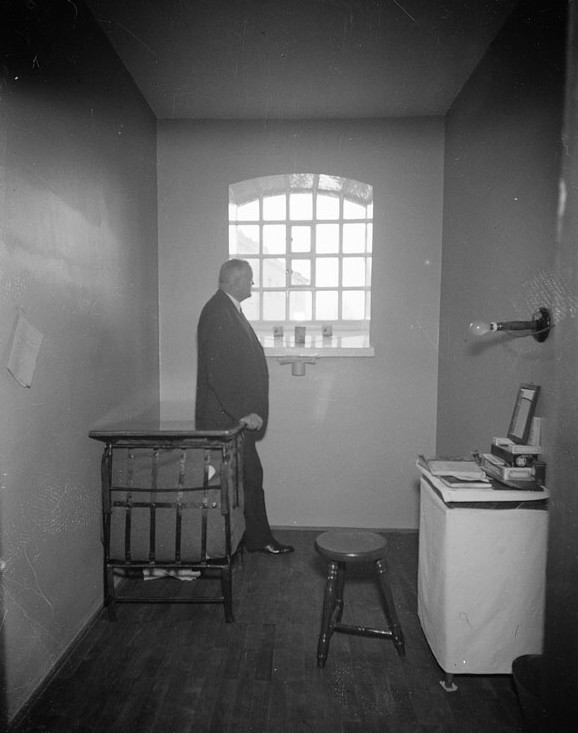
Inlåst i sin cell skulle brottslingen tänka över brotten.

Cellstraff tillämpades förr i fängelserna, under 1800-talet då cellfängelset slagit igenom i västvärlden och början av 1900-talet, och innebar att brottslingen under stora delar av strafftiden fick sitta inlåst i sin fängelsecell större delen av dagen.

## Sverige

### Historik
I Sverige hade cellstraffet sin storhetstid åren 1892–1916. År 1857 beslutade Sveriges riksdag att alla som dömdes till fängelse och fick straffarbete i högst två år skulle sitta i cell. Ett nytt beslut 1892 innebar att alla skulle sitta de tre första åren i cell och sedan gå ut i gemensamt arbete. Vid införandet i mitten av 1800-talet ansågs cellstraffet humant och liberalt, jämfört med gamla tiders kroppsstraff, dödsstraff och tortyr samt tidigare fängelser där fångar låstes in tillsammans, men snart förstod man att isoleringen i cellen kunde vara skadlig.
Runt år 1900 började man påpeka stora brister och 1916 reducerades cellstraffet till ett år för äldre och fyra månader för yngre fångar. På 1930-talet började radioapparater i större utsträckning köpas in på svenska fängelser, och 1934 förkortades cellstraffet till sex månader för äldre och tre för yngre innan det avskaffades 1946, även om cell som disciplinstraff behölls. 
Under 1960-talet började cellerna utrustas med TV-apparater.

### Fotnoter
1. ↑  Björn Forsberg (juni 2008). ”Cellfängelsets historia”. Populär historia. http://www.popularhistoria.se/artiklar/cellfangelsets-historia/. Läst 14 augusti 2011.
2. ↑  ”Kriminalvården”. Arkiverad från originalet den 23 juli 2014. https://web.archive.org/web/20140723134651/http://kriminalvarden.se/sv/Startsida-skolportal1/Brott-och-straff/En-fangslande-historia/. Läst 14 augusti 2011.
3. ↑  ”Kriminalvården”. Arkiverad från originalet den 26 augusti 2010. https://web.archive.org/web/20100826112128/http://www.kriminalvarden.se/KVV_App/Museum/htm/fangarna.htm. Läst 14 augusti 2011.
4. ↑  ”Sveriges fängelsemuseum”. januari 2009. Arkiverad från originalet den 16 december 2011. https://web.archive.org/web/20111216111550/http://www.fangelsemuseet.se/mf.html. Läst 17 augusti 2011.